# آشپزی چچنی
آشپزی چچنی سبک آشپزی عامیانه سنتی مردم چچن است که در قفقاز شمالی ساکن هستند.
اساس آشپزی چچنی بر اساس گوشت، تره فرنگی، پنیر، کدو تنبل و ذرت است. اجزای اصلی غذاهای چچنی شامل چاشنی‌های تند، پیاز، سیر وحشی، فلفل و آویشن است.

آشپزی چچنی به دلیل داشتن غذاهای غنی شناخته شده و همچنین معمولاً ساده تهیه می‌شوند و به راحتی قابل هضم هستند.

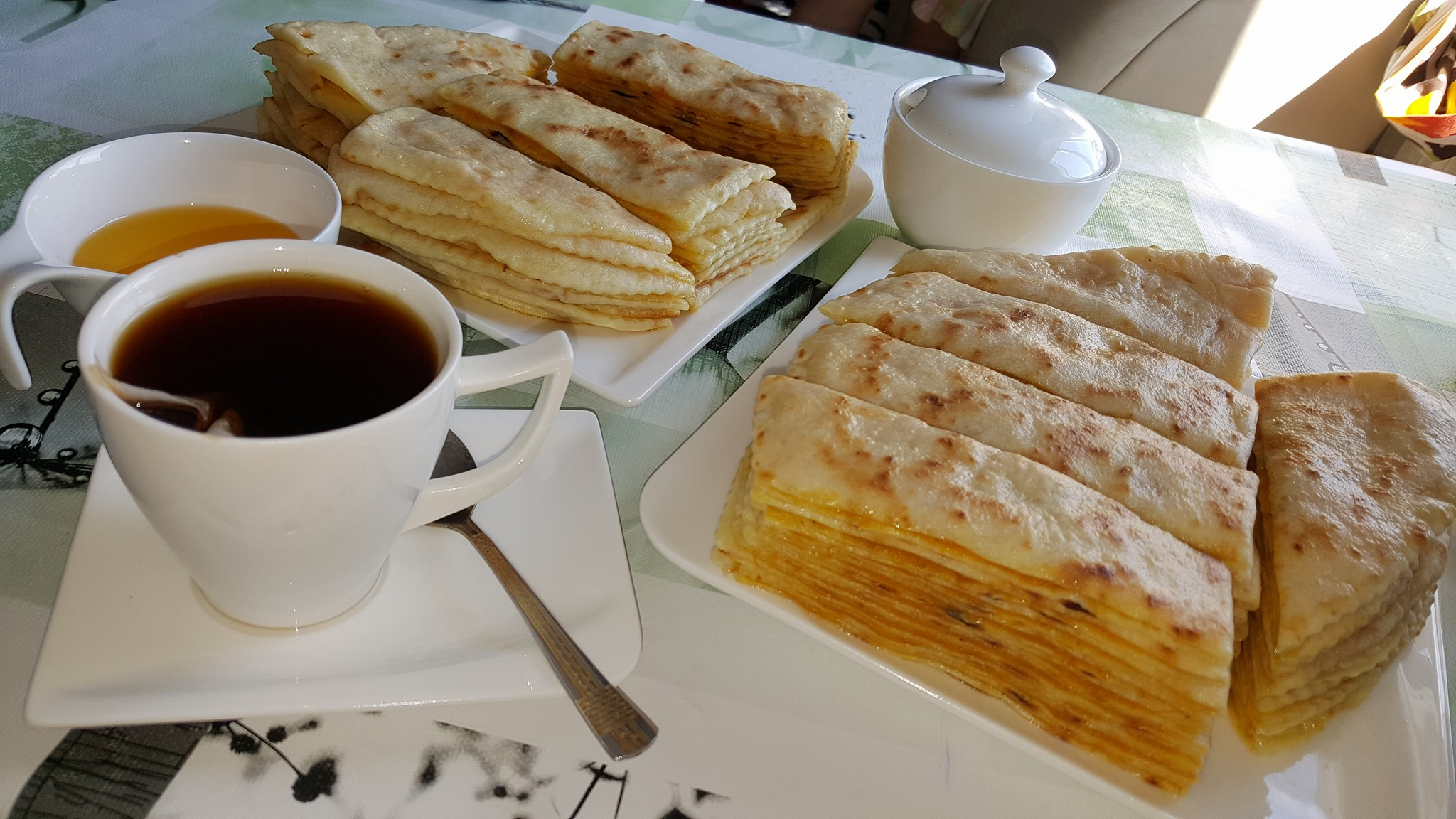
هینگالش

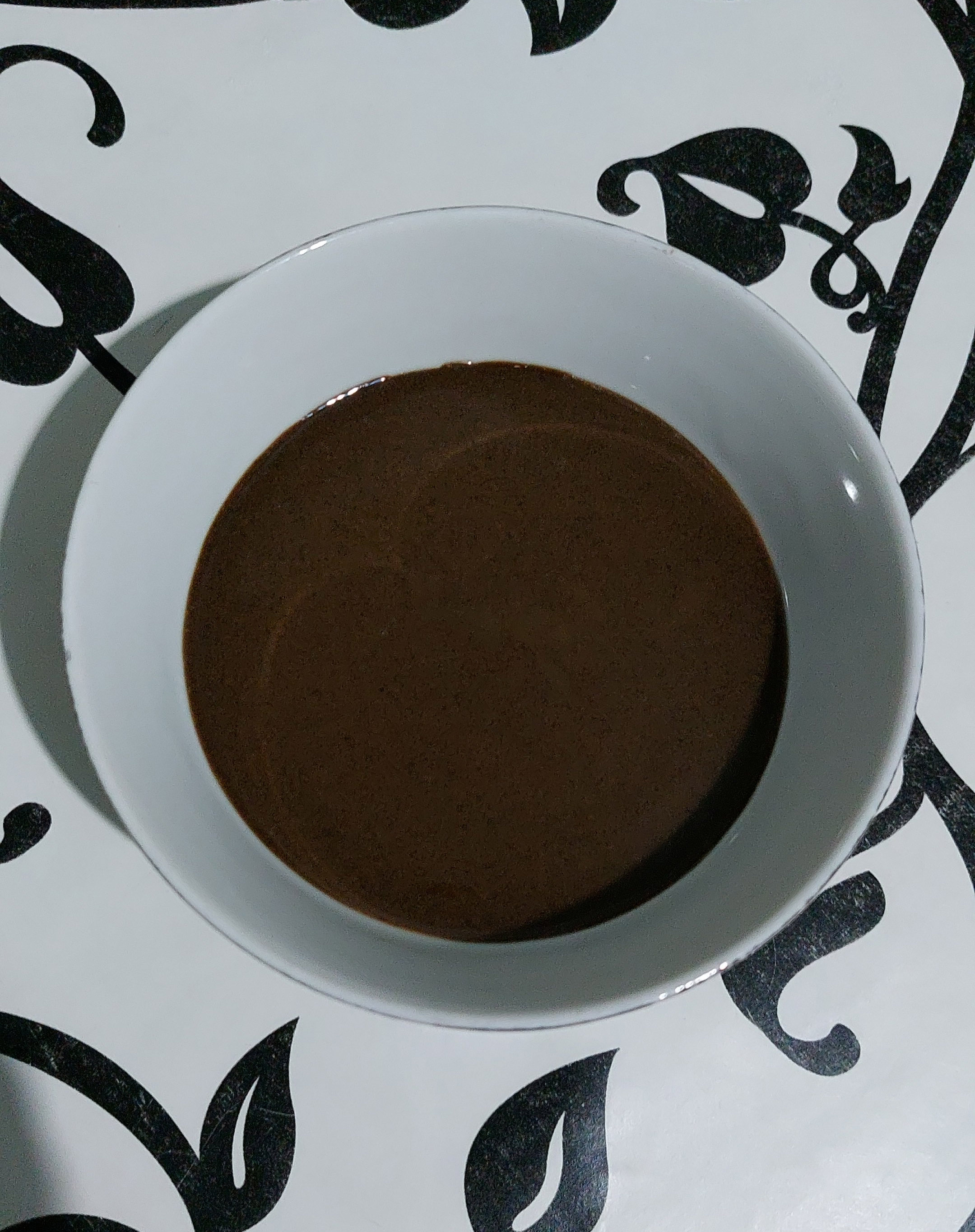
ویتا (Vieta)